# Стрит (Ирландия)
Стрит (англ. Street; ирл. An tSraid) — деревня в Ирландии, находится в графстве Уэстмит (провинция Ленстер).
Население — 680 человек (по переписи 2006 года).